# Zhang Yawen
Zhang Yawen (chiń. upr. 张亚雯; chiń. trad. 張亞雯; pinyin Zhāng Yàwén; ur. 9 marca 1985 w Chongqing, Chiny) – chińska badmintonistka, specjalizująca się w grze podwójnej. Brązowa medalistka olimpijska z Igrzysk w Pekinie w grze podwójnej kobiet razem z Wei Yili.